# Блэк Рэмс Токио
«Блэк Рэмс Токио» (яп. リコーブラックラムズ東京, англ. Black Rams Tokyo — «Чёрные бараны»), ранее известный как «Рико Блэк Рэмс» (яп. リコーブラックラムズ, англ. Ricoh Black Rams) — японский регбийный клуб, выступающий в высшем дивизионе национального регби — Топ-лиге. Коллектив сформирован в 1953 году. Представляет город Сэтагая.
Текущее название получил в 2022 году после преобразования Японской Топ-Лиги в Лигу 1.
Традиционный слоган команды — «Тафу», то есть интерпретированное английское tough («крутые»). Одновременно TAFU является аббревиатурой и означает Team, Aggression, Faith, Unity («Команда. Агрессия. Вера. Единство»).

## Известные игроки
- Стивен Ларкем
- Джеймс Хэскелл
- Эрони Кларк
- Ма’а Нону
- Глен Осборн
- Эдди Иоане
- Сэм Калета
- Иноке Афеаки
- Дин Холл

## Состав
Состав на сезон 2016/17.